# SPIE Germany Switzerland Austria
SPIE Germany Switzerland Austria ist eine Tochtergesellschaft der SPIE-Gruppe und bietet technische Dienstleistungen für Gebäude, Anlagen und Infrastrukturen an. Das Unternehmen beschäftigt rund 20.000 Mitarbeitende in Deutschland, der Schweiz und Österreich. 
Bis Oktober 2024 hieß die Gesellschaft SPIE Deutschland & Zentraleuropa und verantwortete das Geschäft von SPIE in den Ländern Deutschland, Österreich, Polen, Ungarn, der Slowakei und Tschechien. Mit der Neuordnung der Länderverantwortlichkeiten wurden die bisherigen Tochtergesellschaften SPIE Switzerland und SPIE Deutschland & Zentraleuropa zu SPIE Germany Switzerland Austria und SPIE Central Europe.

## Geschichte
SPIE (Société Parisienne pour l’Industrie Electrique) wurde 1900 zur Weltausstellung in Paris gegründet, um die Métro Paris zu elektrifizieren. 1999 wurde SPIE Deutschland Systemintegration GmbH gegründet.

### Wachstumsgeschichte
Im August 2013 wurde die Sparte Service Solutions der Hochtief Solutions AG erworben. Umfirmiert zu SPIE GmbH, wurde damit Deutschland zum größten Markt der SPIE-Gruppe außerhalb Frankreichs.
Mit dem Erwerb der SAG-Gruppe im Jahr 2016 wurde SPIE deutscher Marktführer im Bereich multitechnischer Dienstleistungen. Umfirmiert zu SPIE SAG GmbH, deckt das Unternehmen die gesamte Wertschöpfungskette der Energieinfrastruktur ab.
Mit dem Zukauf von Fleischhauer 2014 baute SPIE das Fachwissen in der Informations- und Kommunikationstechnik aus. Umfirmiert zu SPIE Fleischhauer GmbH, verstärkte sich SPIE in den Bereichen Informationstechnik, Sicherheitstechnik sowie Elektro- und Medientechnik.
Im August 2014 erwarb SPIE die Johnson Controls Technischer Service GmbH (Dienstleistungen in den Bereichen Gebäudetechnik, Gebäudeautomation sowie Klima- und Kältetechnik).
Mit dem Erwerb von Hartmann Elektrotechnik 2015 erweiterte SPIE das Leistungsspektrum in den Bereichen Netzwerk-, Automatisierungs- und Sicherheitstechnik sowie Industrietechnik. Im November 2015 erwarb SPIE den Spezialisten für Informationstechnik, Datennetze und Glasfasertechnik CROMM + CO GmbH.
Im August 2016 wurde die AGIS Fire and Security Group (Brandschutz-, Sicherheits- und Gebäudetechnik) Teil von SPIE.
2016 erwarb SPIE das Unternehmen COMNET (Telefonie und Kollaboration, umfirmiert als SPIE COMNET GmbH).
Mit dem Erwerb von GfT 2016 erweiterte SPIE das Angebot im Bereich Sicherheits-, Glasfaser-, Daten- und Elektrotechnik.
2017 wurde die LÜCK-Gruppe (Mechanik und Elektrotechnik) erworben.
2017 wurde PMS zugekauft, ein Unternehmen der Sicherheits- und Kommunikationstechnik.
2018 wurde FLM Freileitungsmontagen erworben; 2019 kamen die Christof Electrics – bestehend aus der CEA und CMA – dazu.
Mit dem Erwerb von TELBA 2019 stärkte SPIE die regionale Präsenz in Deutschland in der Informations- und Kommunikationstechnik sowie der Sicherheitstechnik.
Mit dem Zuwachs mit OSMO 2019 stieg das Unternehmen in das Marktsegment Verkehrstechnik ein.
Durch den Erwerb von Planen & Bauen im Jahr 2020 richtete sich SPIE strategisch im Data-Center-Bereich als ganzheitlicher Dienstleister für One-Stop-Lösungen aus.
Mit dem Erwerb von Energotest 2021 erweiterte SPIE das Angebot im Bereich Automatisierung.
Durch den Erwerb der WirliebenKabel Gruppe 2021 stärkte SPIE seine Expertise im Breitbandausbau und baut das stark wachsende FttX-Geschäft in Deutschland weiter aus.
Mit dem Erwerb von K.E.M. 2021 wurde SPIE einer der führenden Anbieter auf dem österreichischen Telekommunikationsinfrastrukturmarkt.
Mit dem Zuwachs von Wiegel 2021 erweiterte SPIE das Leistungsspektrum im Bereich der Mechanik.
Durch den Erwerb der DÜRR Group 2021 übernahm SPIE eine führende Position in der Tunnel- und Verkehrstechnik in Deutschland und Österreich.
Mit dem Erwerb von NexoTech im Jahr 2022 trat in den polnischen Markt für die Telekommunikationsinfrastruktur ein. Im gleichen Jahr wurden PTC Telecom GmbH sowie Stangl Technik (Polen und Tschechien) erworben.
Im August 2023 erwarb SPIE Deutschland & Zentraleuropa 75,1 % an der BridgingIT GmbH, einem Beratungs- und Dienstleistungs-Unternehmen für digitale Transformation. BridgingIT bietet ein breites Spektrum von der strategischen Beratung zu digitalen Geschäftsmodellen und Innovationen über IT-Beratung und Umsetzungen wie Digitale Plattformen und Architekturen, Software-Engineering oder Analytics und datengetriebene Lösungen bis hin zu Managed Services mit rund 700 Mitarbeitern an 10 Standorten in Deutschland.

## Leistungen

### Gebäude und Anlagen
- technisches Facility Management
- Energieeffizienz-Lösungen
- Industrie Services
- elektrische Energietechnik
- technische Gebäudeausrüstung
- Automatisierungstechnik
- elektrische Gebäudetechnik

### Energieinfrastrukturen
- Netzausbau
- Verteilnetze
- Planungen von Energieleistungen
- Asset Management
- Smart Grid Services

### Kommunikation und Sicherheit
- IT Solutions
- Communications & Collaboration Solutions
- Security Technology Solutions

### Mobilität
- Verkehrsinfrastruktur
- Elektromobilität
- Bahninfrastruktur